# Boguchansky (huyện của tỉnh Voronezh)
Huyện Boguchansky (tiếng Nga: ? райо́н) là một huyện hành chính tự quản (raion), của Tỉnh Voronezh, Nga. Huyện có diện tích 2235 km². Trung tâm của huyện đóng ở Boguchar.